# ハンドボール北マケドニア女子代表
ハンドボール北マケドニア女子代表は、マケドニア共和国ハンドボール連盟(RFM)によって編成される北マケドニアの女子ハンドボールナショナルチームである。欧州ハンドボール連盟(EHF)に所属する。

## 成績

### 世界選手権
- 1997年：7位
- 1999年：8位
- 2001年：21位
- 2003年：予選敗退
- 2005年：15位
- 2007年：12位
- 2009年：予選敗退
- 2011年：予選敗退
- 2013年：

### 欧州選手権
- 1994年：不参加
- 1996年：予選敗退
- 1998年：8位
- 2000年：8位
- 2002年：予選敗退
- 2004年：予選敗退
- 2006年：12位
- 2008年：7位
- 2010年：予選敗退
- 2012年：